# Långtjärnen (Kalls socken, Jämtland, 706765-136348)
Långtjärnen är en sjö i Åre kommun i Jämtland och ingår i Indalsälvens huvudavrinningsområde. Sjön har en area på 0,0573 kvadratkilometer och ligger 492,8 meter över havet.

## Delavrinningsområde
Långtjärnen ingår i det delavrinningsområde (706688-136372) som SMHI kallar för Mynnar i Kallsjön. Medelhöjden är 450 meter över havet och ytan är 2,62 kvadratkilometer. Räknas de 3 avrinningsområdena uppströms in blir den ackumulerade arean 23,25 kvadratkilometer. Vattendraget som avvattnar avrinningsområdet har biflödesordning 2, vilket innebär att vattnet flödar genom totalt 2 vattendrag innan det når havet efter 343 kilometer. Avrinningsområdet består mestadels av skog (88 procent). Avrinningsområdet har 0,24 kvadratkilometer vattenytor vilket ger det en sjöprocent på 9,1 procent.